# 21 lezioni per il XXI secolo
21 lezioni per il XXI secolo è un libro di Yuval Noah Harari pubblicato in ebraico in Israele il 31 agosto 2018, e contemporaneamente in italiano da Bompiani.

## Sinossi
Similmente a Homo Deus, Harari analizza dove l'umanità è giunta e quali obiettivi può sperare di perseguire nel breve futuro.

## Trilogia
È l'ideale conclusione di una trilogia temporale che riguarda l'umanità nel presente, con quest'opera, nel passato, con Sapiens. Da animali a dèi. Breve storia dell'umanità, e nel possibile futuro, con Homo Deus. Breve storia del futuro.

## Cronologia capitoli
1. Parte prima. La sfida tecnologica
2. Parte seconda. La sfida politica
3. Parte terza. Disperazione e speranza
4. Parte quarta. Verità
5. Parte quinta. Resilienza

## Edizioni
- 21 lezioni per il XXI secolo, traduzione di Marco Piani, Bompiani, 2018. ISBN 978-8845297052.